# Trabea purcelli
Trabea purcelli är en spindelart som beskrevs av Roewer 1951. Trabea purcelli ingår i släktet Trabea och familjen vargspindlar. Inga underarter finns listade i Catalogue of Life.